# Бигс-Джанкшен
Бигс-Джанкшен (англ. Biggs Junction) — статистически обособленная местность и невключённая территория, расположенная в округе Шерман штата Орегон, США. По данным переписи населения 2010 года в посёлке проживало 22 человека.
Бигс-Джанкшен расположен на южной стороне реки Колумбия на пересечении межштатной автомагистрали 84 и автомагистралей U.S. 30 и U.S. 97, где реку пересекает мост Сэм-Хилл-Мемориал, ведущий в штат Вашингтон.

## История
Бигс был узловой железнодорожной станцией Union Pacific Railroad, на которой находилось пересечение с линией Грасс-Валли—Кент. Бигс был назван в честь соседнего землевладельца У. Х. Биггса, который поселился в округе Шерман в 1880 году. Бигс родился 12 мая 1831 года; он был из Огайо. Железная дорога первоначально принадлежала компании Oregon Railway and Navigation Company (OR&N). В 1885 году станцию OR&N в Бигсе назвали Спаниш-Холлоу (англ. Spanish Hollow) по каньону, который открывается здесь на реке. Считается, что каньон назван так потому, что когда-то на исторической дороге Орегонский путь погиб испанский вол. В Бигсе путешественники по Орегонскому пути впервые увидели реку Колумбия после сухопутного путешествия. Современное поселение Бигс-Джанкшен получило название в честь станции, которая находилась менее чем в миле к западу от нынешнего положения, и по его местоположению на пересечении автомагистралей I-84 и U.S. 97. Почта Бигса была основана в 1884 году и закрыта в 1954 году.

## География
По данным Бюро переписи населения США, общая площадь города составляет 2,1 км². Напротив Бигс-Джанкшен через реку находится Мэрихилл.

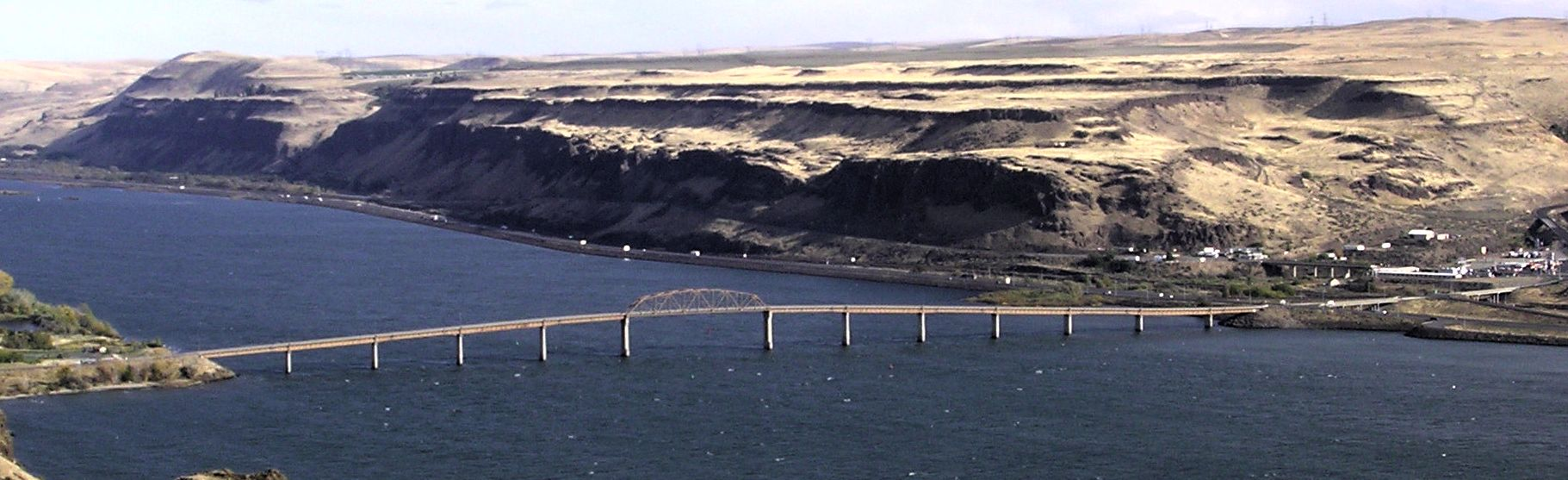
Бигс-Джанкшен (справа) и мост Сэм-Хилл-Мемориал через реки Колумбия.

## Экономика

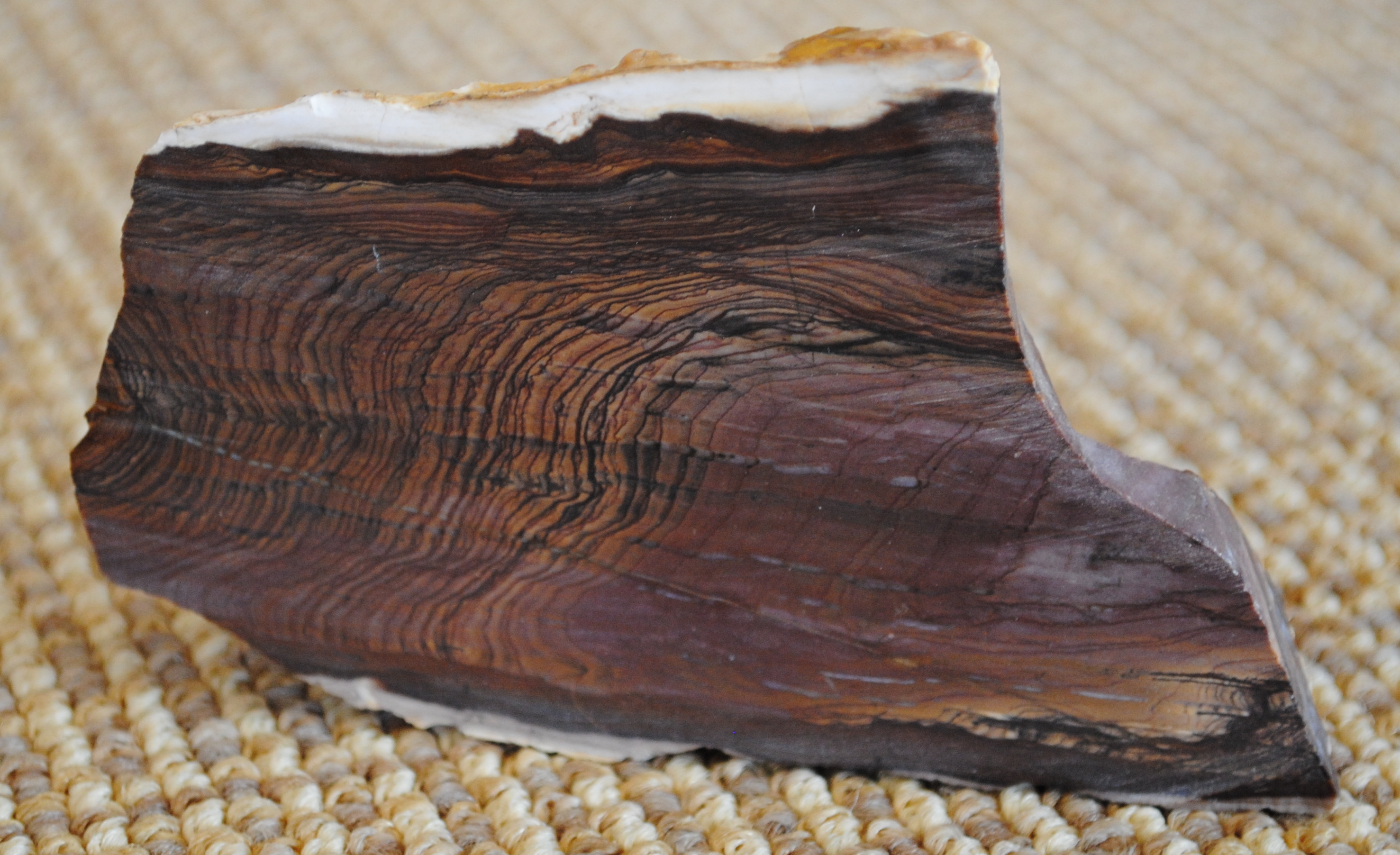
Яшма местной разновидности «бигс»

Основной экономической активностью Бигс-Джанкшен является остановка отдыха и заправки для движения по двум основным магистралям. Это одна из самых больших остановок грузовых автомобилей на участке магистрали Орегон I-84.
Он также является важным пунктом доставки пшеницы с элеваторами для хранения зерна и возможностями для транспортировки пшеницы речной баржей или по железной дороге.
Район Бигс-Джанкшен известен как источник и место открытия разновидности яшму Бигс. Первоначально яшма использовалась местными коренными американцами и была вновь открыта в 1964 году во время строительства I-84 дорожными бригадами, которые помогали восстанавливать местные мосты после разрушительного рождественского наводнения того года.